# De middagheks

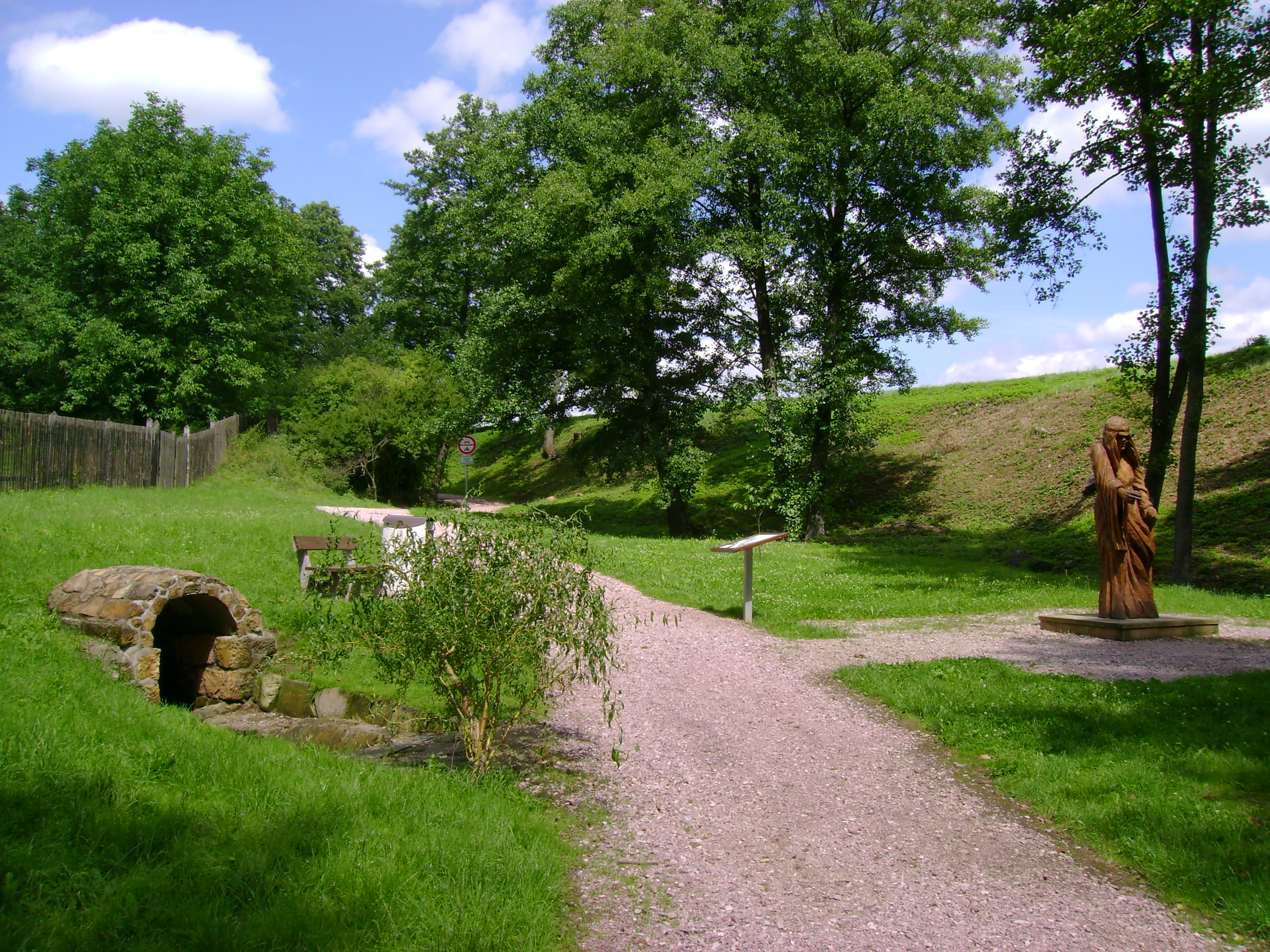
Een bron en een standbeeld van Polednice in Tsjechië

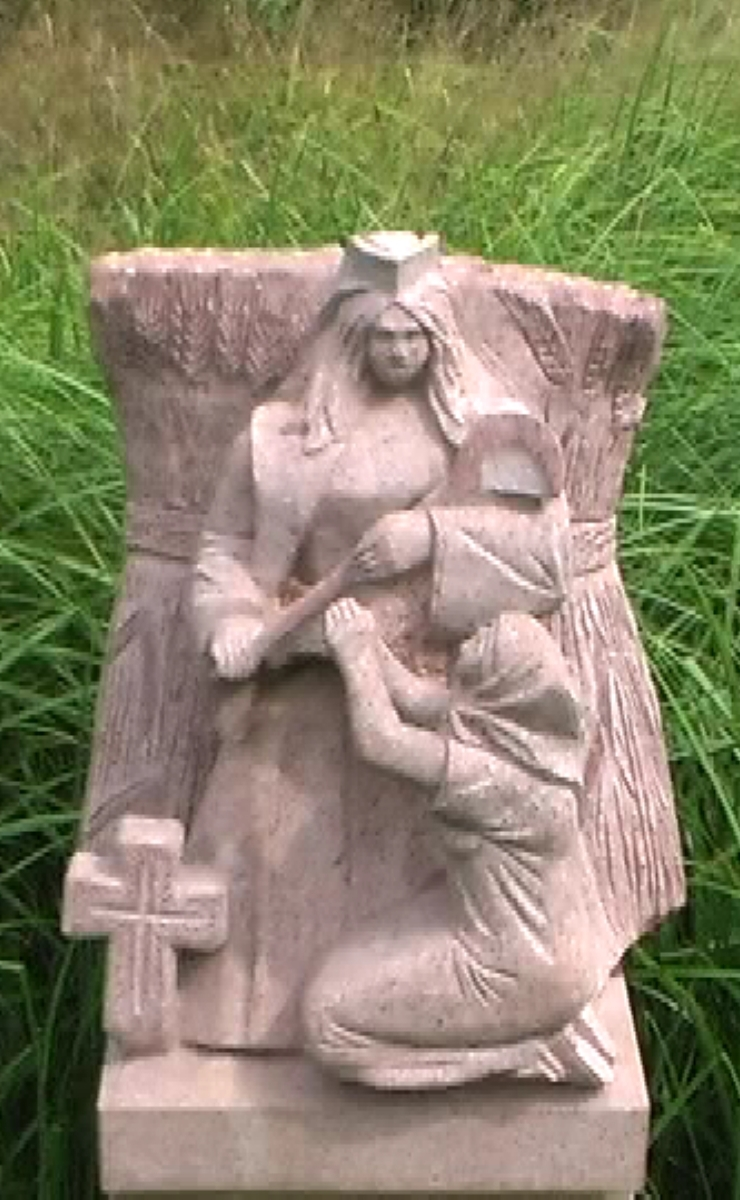
Připołdnica in Burg, Duitsland

De middagheks is een volksverhaal uit Lausitz.

## Het verhaal
De mensen werken in de zomer op de velden, maar tussen twaalf en één rust iedereen. Als je toch doorwerkt, kan je de middagheks tegenkomen. Het is een kwade veldgeest die als magere oude vrouw verschijnt in witte kleding. Ze heeft een zeis en slaat de mensen daarmee. Een jong meisje is aan het werk op het veld van een rijke boer om voor haar zieke moeder en broertjes te zorgen. Als loon heeft ze ook een klein stukje grond met vlas dat ze goed verzorgt. Ze jaagt vogels weg die het zaad willen eten en bidt dat de vorst de planten niet bevriest. Als ze kan oogsten, kunnen ze het vlas spinnen en er linnen van maken. Daarvan zullen ze stoffen voor kleding en beddengoed maken. Het meisje gaat naar haar grond en vergeet dat het etenstijd is. Na de laatste klokslag verschijnt een magere vrouw voor haar. Het meisje is echter niet bang en de heks wil haar sparen als ze de geschiedenis van het vlas vertellen kan in het uur dat nu aanbreekt.
Het meisje vertelt dat de boer in de herfst de mooiste stukken land uitzoekt om te zaaien. Hij ploegt en egt de grond en na de winter maakt hij het land gereed met een hark. De meisjes duwen het zaad in de grond met hun blote voeten. Het meisje vertelt hoe de vogels worden weggejaagd en hoe onkruid wordt verwijderd. Het meisje drinkt wat water en vertelt hoe ze het vlas behandelen als het binnengehaald is. Het wordt gedroogd en bewerkt. Er wordt olie uit het zaad gewonnen en de planten worden geweekt, waarna een lange sterke draad wordt gesponnen. De draad wordt geverfd en geweven op een weefgetouw. Er worden jurkjes en schorten van gemaakt en geborduurde kapjes voor de meisjes. De klok slaat vier keer en nog eenmaal.
De middagheks laat de zeis op de grond zakken en vertelt het meisje dat ze haar leven heeft gered. De macht van de middagheks is voorbij en ze zal niet meer op dezelfde plek verschijnen na verslagen te zijn. De heks verdwijnt in de hete trillende lucht.

## Achtergronden
- In wit geklede vrouwen komen vaak voor in volksverhalen, zoals witte wieven. Denk ook aan de Dames Blanches, white women en Weiße Frauen.
- In Oost-Europa komt de middagheks op vele plaatsen voor. De naam voor de middagheks verschilt per regio, voorbeelden zijn Pscipolnitsa, Południca, Полудница, Polednice Полудница (Poludnitsa) Полознича (Poloznicha), Přezpołdnica,  en Pscipolnitsa. Ze wordt in verband gebracht met de roggemoeder.
- Het spinnen kan in verband worden gebracht met Vrouw Holle, Frigg en Perchta.
- Ook Magere Hein heeft een zeis als attribuut.
- In 1896 schreef Antonín Dvořák een gedicht over Polednice. Zie ook de Erben-cyclus (Antonín Dvořák).